# Marko Šantej
Marko Šantej, slovenski farmacevt in politik; * 5. julij 1987.
Leta 2006 se je vpisal na študij farmacije, magistriral je leta 2016. Zaposlen je bil v podjetju Krka v Novem mestu, pet let je deloval kot vodja oddelka za Notol. Leta 2014 je bil na listi Mlada moč občine Laško prvič izvoljen za občinskega svetnika, leta 2022 pa napovedal župansko kandidaturo na lokalnih volitvah. Šantej je povedel že v prvem krogu, v drugem pa s 65,2 odstotka premagal takratnega laškega župana Franca Zdolška. Kot novi župan je prisegel 4. januarja 2023.